# Acmaeodera texana
Acmaeodera texana är en skalbaggsart som beskrevs av Leconte 1860. Acmaeodera texana ingår i släktet Acmaeodera och familjen praktbaggar. Inga underarter finns listade i Catalogue of Life.